# Ударник (Зав'яловський район)
Уда́рник (рос. Ударник) — починок (колишнє селище) в Зав'яловському районі Удмуртії, Росія.
Знаходиться на вододілі річок Постолка та Мужвайка, серед лісу. До 2000 року через село проходила Постольська вузькоколійна залізниця, а у самому селі знаходилась станція Ударник.

## Населення
Населення — 18 осіб (2012; 14 в 2010).
Національний склад станом на 2002 рік:
- росіяни — 57 %
- удмурти — 36 %

## Урбаноніми[3]
- вулиці — Центральна